# Okręg wyborczy Caerphilly
Okręg wyborczy Caerphilly powstał w 1918 r. i wysyła do brytyjskiej Izby Gmin jednego deputowanego. Okręg położony jest w południowej Walii. Jak do tej pory wygrywali tam tylko reprezentanci Partii Pracy.

## Deputowani do brytyjskiej Izby Gmin z okręgu Caerphilly
- 1918–1921: Alfred Onions, Partia Pracy
- 1921–1939: Morgan Jones, Partia Pracy
- 1939–1968: Ness Edwards, Partia Pracy
- 1968–1979: Alfred Evans, Partia Pracy
- 1979–1983: Ednyfed Hudson Davies, Partia Pracy, od 1981 r. Partia Socjaldemokratyczna
- 1983–2001: Ron Davies, Partia Pracy
- 2001– : Wayne David, Partia Pracy